# Стадион За Лужанками
Стадион За Лужанками (чеш. Fotbalový stadion Za Lužánkami) је бивши вишенаменски стадион у Брну, Чешка. Првенствено је коришћен за фудбал и био је домаћи терен ФК Збројовка Брно. Примао је до 50.000 људи.

## Историја стадиона
Стадион је изграђен између 1949. и 1953. године и био је највећи стадион у Чехословачкој током 1960-их и 1970-их. За Лужанками држи рекорд за највећу посећеност у Првој чешкој лиги, постављен на утакмици између Брна и Славије из Прага током сезоне 1996–97. Затворен је 2001. након што је ФК Брно прешао у Општински стадион Србска.  Клуб је био принуђен да се пресели, пошто стадион није испуњавао критеријуме фудбалског савеза и ФИФА.
Направљени су планови за реконструкцију стадиона, где би се тим ФК Збројовка Брно вратио,  али је у јуну 2012. године објављено да је због финансијских разлога предложена реконструкција која је тада била  на чекању.
Стадион је у међувремену пропао, на њему су почели да расту дрвеће и жбуње, а на трибинама живе бескућници. Капитен ФК Збројовка Брно, Петр Шванцара, преузео је на себе да покуша да обнови стадион како би могао да одигра опроштајну утакмицу на За Лужанками. Овај напор се проширио на волонтерску кампању, уз помоћ навијачког доприноса, како би стадион био спреман да буде домаћин финалне утакмице за Шванчару. Пројекат је био успешан и 27. јуна 2015. око 35.000 гледалаца је гледало како два тима састављена углавном од бивших играча ФК Збројовка Брно играју утакмицу на За Лужанками.
Омладински тим ФК Збројовка Брно тренутно тренира у близини стадиона, који је изнајмљен групи навијача Вериме Збројовце, а објављени су планови за ремонт од 40 милиона фунти. Међутим, од тада се вратио у своје напуштено и зарасло стање.

## Утакмице репрезентације
Стадион За Лужанками је био домаћин једне пријатељске утакмице фудбалске репрезентације Чешке
| Чешка                                     | 4–1      | Финска       |
| ----------------------------------------- | -------- | ------------ |
| Бергер 8’ (пен.), 45’ · П. Самец 56’, 88’ | Извештај | А. Хјелм 71’ |